# Michel Marcel Navratil
Michel Marcel Navratil Jr. (Nice, 12 de junho de 1908 – Montpellier, 30 de janeiro de 2001) foi um filósofo e professor universitário francês mais conhecido por ter sido um dos últimos sobreviventes do naufrágio do RMS Titanic, ocorrido em 15 de abril de 1912. Ele e seu irmão Edmond (1910-1953) ficaram conhecidos como os "Órfãos do Titanic" por terem sido as únicas crianças resgatadas sem a presença dos pais ou responsáveis. Ele tinha três anos no momento do desastre e foi o último sobrevivente do sexo masculino a falecer.

## Início de vida
Michel Marcel Navratil Jr. nasceu na cidade de Nice, França, no dia 12 de junho de 1908. Era filho de Michel Navratil, um alfaiate e imigrante eslovaco e Marcelle Caretto, nascida em Buenos Aires e possuía dupla cidadania, argentina e italiana. Seu irmão mais novo, Edmond, nasceu em 5 de março de 1910.
O casamento de seus pais era problemático e, no início de 1912, eles se divorciaram. Os meninos foram colocados sob guarda provisória enquanto os juízes decidiam quem ficaria com a guarda definitiva. Eles passaram a segunda-feira de Páscoa com o pai, que não os devolveu para sua mãe. Navratil, que estava prestes a receber uma notificação de falência, decidiu emigrar para os Estados Unidos antes que a notificação fosse entregue, levando os meninos com ele. Após comprar passagens da White Star Line em Monte Carlo, eles viajaram para a Inglaterra, onde embarcaram no RMS Titanic.

## Titanic

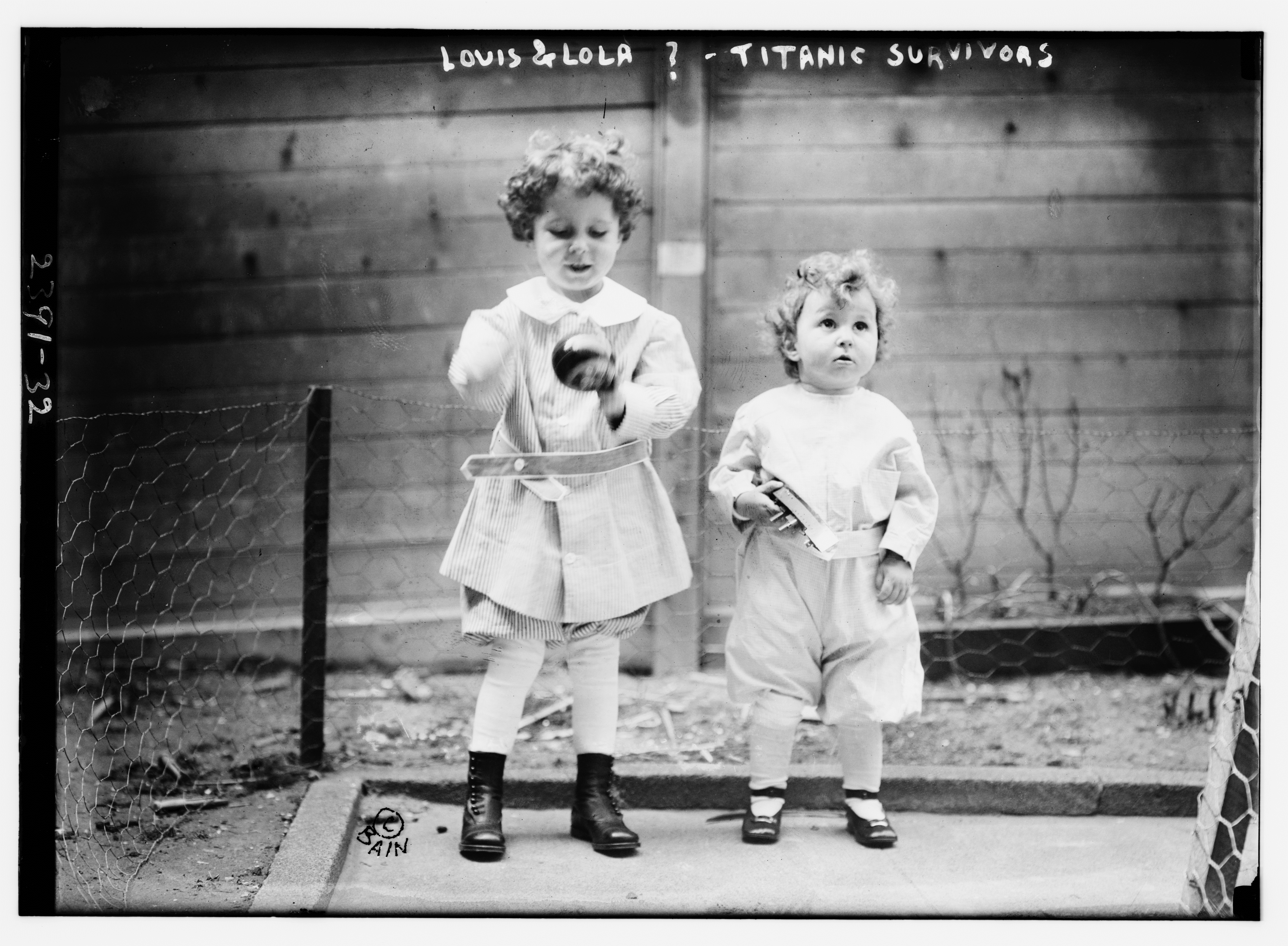
Fotografia dos irmãos, publicada em 22 de abril de 1912, identificando-os como "Louis e Lola".

Michel, Edmond e seu pai embarcaram no Titanic em 10 de abril de 1912 na cidade de Southampton, Inglaterra, como passageiros de segunda classe. Para realizar a viagem, Navratil utilizou um passaporte roubado e assumiu o pseudônimo "Louis M. Hoffman", enquanto os meninos foram registrados como "John e Fred". Uma vez a bordo do navio, seu pai fez os passageiros acreditarem que ele era viúvo. Ele deixou os meninos fora de sua vista apenas uma vez, quando permitiu que a passageira Bertha Lehmann os observasse por algumas horas enquanto ele jogava cartas.
Após a colisão com o iceberg às 23h40m do dia 14 de abril de 1912, Navratil e outro homem foram até sua cabine para acordar seus dois filhos. Ele então colocou Michel e Edmond no bote salva-vidas desmontável D, o último a ser lançado com sucesso do navio. Michel, embora tivesse apenas três anos de idade, se recordou das últimas palavras que seu pai lhe dissera: "Meu filho, quando sua mãe vier buscá-lo, o que ela fará com certeza, diga a ela que eu a amava muito e ainda amo. Diga a ela que eu queria que ela viesse conosco, para que pudéssemos todos viver felizes juntos na paz e liberdade do Novo Mundo". Seu pai morreu no naufrágio, e seu corpo foi recuperado pelo navio Mackay-Bennett. Em seu bolso havia um revólver. Por ter assumido um sobrenome judaico, ele foi enterrado no Cemitério Baron de Hirsch, Halifax, um cemitério judaico na Nova Escócia.
Enquanto esteve no desmontável D, Michel foi alimentado com biscoitos pelo passageiro de primeira classe Hugh Woolner. Quando o navio de resgate RMS Carpathia chegou ao local, ele e Edmond foram içados ao convés em sacos de serapilheira. Como eram crianças pequenas e não falavam inglês, não foi possível identificá-los, e logo foram chamados de "Órfãos do Titanic. A passageira de primeira classe Margaret Hays, que falava francês, cuidou deles em sua casa até que sua mãe pudesse ser localizada, o que ocorreu em decorrência de artigos de jornais que incluíam suas fotos. Marcelle então navegou para a cidade de Nova Iorque e se reuniu novamente com eles no dia 16 de maio de 1912. Em seguida, ela os levou de volta para a França a bordo do Oceanic.

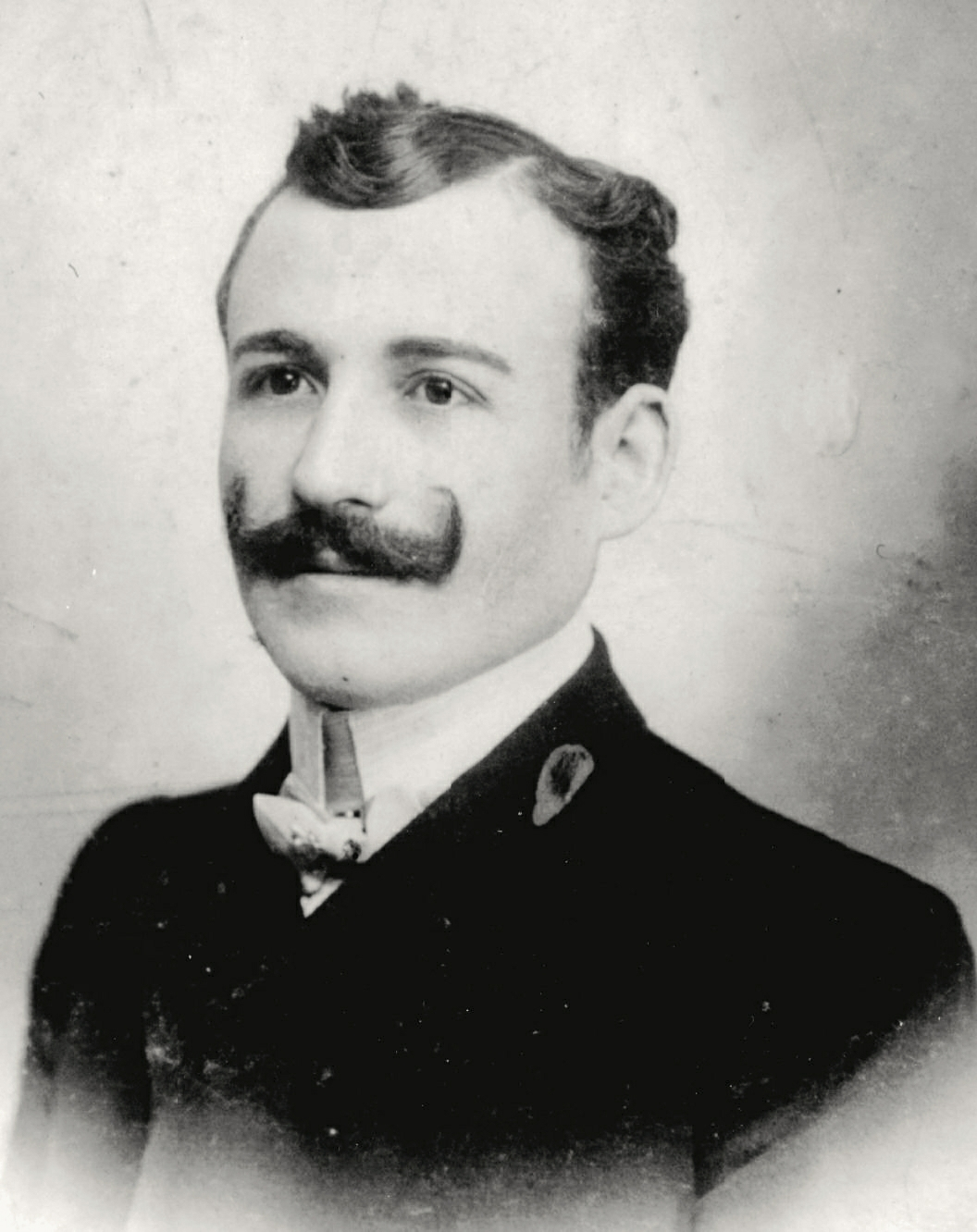
Michel Navratil (1880–1912), pai de Michel e Edmond Navratil.

Anos depois, Michel falou sobre suas lembranças do Titanic:
| “                            | Um navio magnífico! Me lembro de olhar para o casco – o navio parecida esplêndido. Meu irmão e eu brincávamos no convés dianteiro e estávamos emocionados por estar lá. Certa manhã, meu pai, meu irmão e eu estávamos comendo ovos no refeitório da segunda classe. O mar estava deslumbrante. Minha sensação era de total e absoluto bem-estar. | ” |
| — Michel Marcel Navratil Jr. | |   |

E concluiu:
| “                            | Não me lembro de ter sentido medo, na verdade me lembro do prazer de entrar no bote salva-vidas. Ficamos ao lado da filha de um banqueiro norte-americano que conseguiu salvar seu cachorro – ninguém se opôs. Havia enormes diferenças de riqueza entre as pessoas do navio, e percebi mais tarde que, se não estivéssemos na segunda classe, teríamos morrido. As pessoas que saíram vivas frequentemente trapaceavam e eram agressivas. Os honestos não tinham a menor chance. | ” |
| — Michel Marcel Navratil Jr. | |   |

## Carreira
Michel frequentou a universidade e em 1933 casou-se com a colega Charlotte Lebaudy-Blanc. Juntos, eles tiveram três filhos: Élisabeth, Michèle e Henri. Ele obteve um doutorado e se tornou professor de filosofia na Universidade de Montpellier. Ao longo de sua vida, ele afirmou que seu contato com a morte em uma idade tão jovem, juntamente com a perda de seu pai, acabaram tendo uma influência significativa em seus pensamentos filosóficos.

## Vida posterior
Em 1987, ele viajou para Wilmington, Delaware, onde participou de uma homenagem ao 75º aniversário do naufrágio. Foi sua primeira visita aos Estados Unidos desde 1912. No ano seguinte, ele se reuniu com dez colegas sobreviventes em uma convenção da Titanic Historical Society em Boston. Em 1996, ele se reuniu com as sobreviventes Eleanor Shuman e Edith Haisman em um cruzeiro até o local do naufrágio, onde foram feitas algumas tentativas de trazer uma grande parte do casco à superfície. No dia 27 de agosto de 1996, antes de retornar à França, ele viajou para Halifax, na Nova Escócia, onde visitou o túmulo de seu pai pela primeira vez.
Ele foi um dos dois sobreviventes que assistiram ao filme de 1997, mas optou por assistir em casa, ao contrário da sobrevivente Eleanor Shuman, que conheceu o diretor James Cameron durante a produção e assistiu ao filme em uma sessão especial. Sua filha Élisabeth declarou que ele ficou comovido com o filme, citando que ele gostou de ver o Titanic navegar pelo oceano enquanto quebrava as ondas da mesma forma que ele viu quando criança. Após reagir à cena dos passageiros congelando até a morte nas águas geladas, ele afirmou ter a esperança de que seu pai não tenha sofrido por muito tempo antes de morrer.
Michel passou o resto de sua vida em Montpellier, na França, onde morreu em 30 de janeiro de 2001 aos 92 anos. Após a morte de Alden Caldwell em 1992, Michel se tornou o último sobrevivente masculino do naufrágio do Titanic.